# Liste der State-, U.S.- und Interstate-Highways in Kalifornien
Dies ist eine Aufstellung von State-Highways in Kalifornien, USA nach Nummern.

## State Routes
- California State Route 1
- California State Route 2
- California State Route 3
- California State Route 4
- California State Route 7
- California State Route 9
- California State Route 11
- California State Route 12
- California State Route 13
- California State Route 14
- California State Route 15
- California State Route 16
- California State Route 17
- California State Route 18
- California State Route 19
- California State Route 20
- California State Route 22
- California State Route 23
- California State Route 24
- California State Route 25
- California State Route 26
- California State Route 27
- California State Route 28
- California State Route 29
- California State Route 30
- California State Route 31
- California State Route 32
- California State Route 33
- California State Route 34
- California State Route 35
- California State Route 36
- California State Route 37
- California State Route 38
- California State Route 39
- California State Route 41
- California State Route 42
- California State Route 43
- California State Route 44
- California State Route 45
- California State Route 46
- California State Route 47
- California State Route 48
- California State Route 49
- California State Route 51
- California State Route 52
- California State Route 53
- California State Route 54
- California State Route 55
- California State Route 56
- California State Route 57
- California State Route 58
- California State Route 59
- California State Route 60
- California State Route 61
- California State Route 62
- California State Route 63
- California State Route 64
- California State Route 65
- California State Route 66
- California State Route 67
- California State Route 68
- California State Route 69
- California State Route 70
- California State Route 71
- California State Route 72
- California State Route 73
- California State Route 74
- California State Route 75
- California State Route 76
- California State Route 77
- California State Route 78
- California State Route 79
- California State Route 81
- California State Route 82
- California State Route 83
- California State Route 84
- California State Route 85
- California State Route 86
- California State Route 86S
- California State Route 87
- California State Route 88
- California State Route 89
- California State Route 90
- California State Route 91
- California State Route 92
- California State Route 93
- California State Route 94
- California State Route 96
- California State Route 98
- California State Route 99
- California State Route 100
- California State Route 102
- California State Route 103
- California State Route 104
- California State Route 106
- California State Route 107
- California State Route 108
- California State Route 109
- California State Route 110
- California State Route 111
- California State Route 112
- California State Route 113
- California State Route 114
- California State Route 115
- California State Route 116
- California State Route 117
- California State Route 118
- California State Route 119
- California State Route 120
- California State Route 121
- California State Route 122
- California State Route 123
- California State Route 124
- California State Route 125
- California State Route 126
- California State Route 127
- California State Route 128
- California State Route 129
- California State Route 130
- California State Route 131
- California State Route 132
- California State Route 133
- California State Route 134
- California State Route 135
- California State Route 136
- California State Route 137
- California State Route 138
- California State Route 139
- California State Route 140
- California State Route 141
- California State Route 142
- California State Route 143
- California State Route 144
- California State Route 145
- California State Route 146
- California State Route 147
- California State Route 148
- California State Route 149
- California State Route 150
- California State Route 151
- California State Route 152
- California State Route 153
- California State Route 154
- California State Route 155
- California State Route 156
- California State Route 157
- California State Route 158
- California State Route 159
- California State Route 160
- California State Route 161
- California State Route 162
- California State Route 163
- California State Route 164
- California State Route 165
- California State Route 166
- California State Route 167
- California State Route 168
- California State Route 169
- California State Route 170
- California State Route 171
- California State Route 172
- California State Route 173
- California State Route 174
- California State Route 175
- California State Route 176
- California State Route 177
- California State Route 178
- California State Route 179
- California State Route 180
- California State Route 181
- California State Route 182
- California State Route 183
- California State Route 184
- California State Route 185
- California State Route 186
- California State Route 187
- California State Route 188
- California State Route 189
- California State Route 190
- California State Route 191
- California State Route 192
- California State Route 193
- California State Route 194
- California State Route 195
- California State Route 196
- California State Route 197
- California State Route 198
- California State Route 200
- California State Route 201
- California State Route 202
- California State Route 203
- California State Route 204
- California State Route 206
- California State Route 207
- California State Route 208
- California State Route 209
- California State Route 210
- California State Route 211
- California State Route 212
- California State Route 213
- California State Route 214
- California State Route 216
- California State Route 217
- California State Route 218
- California State Route 219
- California State Route 220
- California State Route 221
- California State Route 222
- California State Route 223
- California State Route 224
- California State Route 225
- California State Route 226
- California State Route 227
- California State Route 228
- California State Route 229
- California State Route 230
- California State Route 231
- California State Route 232
- California State Route 233
- California State Route 234
- California State Route 235
- California State Route 236
- California State Route 237
- California State Route 238
- California State Route 239
- California State Route 240
- California State Route 241
- California State Route 242
- California State Route 243
- California State Route 244
- California State Route 245
- California State Route 246
- California State Route 247
- California State Route 248
- California State Route 249
- California State Route 250
- California State Route 251
- California State Route 252
- California State Route 253
- California State Route 254
- California State Route 255
- California State Route 256
- California State Route 257
- California State Route 258
- California State Route 259
- California State Route 260
- California State Route 261
- California State Route 262
- California State Route 263
- California State Route 265
- California State Route 266
- California State Route 267
- California State Route 268
- California State Route 269
- California State Route 270
- California State Route 271
- California State Route 273
- California State Route 274
- California State Route 275
- California State Route 276
- California State Route 281
- California State Route 282
- California State Route 283
- California State Route 284
- California State Route 285
- California State Route 299
- California State Route 330
- California State Route 371
- California State Route 440
- California State Route 480
- California State Route 740
- California State Route 905

## Interstates
- Interstate 5
- Interstate 8
- Interstate 10
- Interstate 15
- Interstate 40
- Interstate 80
- Interstate 238

### Zubringer und Umgehungen
Zur Interstate 5:
- Interstate 105
- Interstate 205
- Interstate 305
- Interstate 405
- Interstate 505
- Interstate 605
- Interstate 805

Zur Interstate 10:
- Interstate 110
- Interstate 210
- Interstate 710

Zur Interstate 15:
- Interstate 215

Zur Interstate 80:
- Interstate 280
- Interstate 380
- Interstate 580
- Interstate 680
- Interstate 780
- Interstate 880
- Interstate 980

## U.S. Highways
- U.S. Highway 6
- U.S. Highway 50
- U.S. Highway 95
- U.S. Highway 97
- U.S. Highway 101
- U.S. Highway 199
- U.S. Highway 395